# شتیسل
شتیسل (عبری: שטיסל‎) نام یک مجموعه تلویزیونی اسرائیلی دربارهٔ یک خانواده حریدی است که در منطقه ژولا در اورشلیم زندگی می‌کنند.
این سریال توسط آوری ایلون و یاناتان ایندورسکی نوشته و ساخته شده‌است. این سریال برای اولین بار در ۲۹ ژوئن ۲۰۱۳ از Yes Oh پخش شد. و انتشار آن توسط نتفلیکس از سال ۲۰۱۸ ادامه یافت. دو فصل اول این سریال دارای ۱۲ قسمت بودند.